# Satō
Satō (in der häufigsten japanischen Schreibung 佐藤), in alternativen Romanisierungen auch Sato, Satou oder Satoh, ist ein japanischer Familienname. Außerhalb des japanischen Sprachraums kann bei japanischstämmigen Personen vereinzelt die Schreibweise Sato vorkommen.

## Namensträger
Bemerkung: Bei asiatischen Namen steht möglicherweise der Familienname vor dem Vornamen.

### A
- Satō Aiko (Schriftstellerin) (* 1923), japanische Schriftstellerin
- Aiko Satō (* 1983), japanische Judoka
- Akihiro Satō (Fußballspieler, August 1986) (* 1986), japanischer Fußballspieler
- Akihiro Satō (Fußballspieler, Oktober 1986) (* 1986), japanischer Fußballspieler
- Akio Satō (Politiker, 1927) (1927–2007), japanischer Politiker (KPJ)
- Akio Satō (Mediziner) (* 1934), japanischer Physiologe und Gerontologe
- Akio Satō (Politiker, 1943) (* 1943), japanischer Politiker (LDP)
- Akio Satō (Wrestler) (* 1953), japanischer Wrestler
- Akio Satō (Fußballspieler) (* 1991), japanischer Fußballspieler
- Akira Satō (Fotograf) (1930–2002), japanischer Fotograf
- Akira Sato (Go-Spieler) (* 1950), japanischer Go-Spieler
- Akira Satō (Politiker) (* 1951), japanischer Politiker
- Akira Satō (Skispringer) (* 1964), japanischer Skispringer
- Aoi Sato (* 1997), japanischer Fußballspieler
- Atsushi Satō (* 1978), japanischer Langstreckenläufer
- Ayano Satō (* 1996), japanische Eisschnellläuferin

### B
- Bumpei Satō (* 1985), japanischer Tennisspieler

### C
- Chōei Satō (* 1951), japanischer Fußballspieler und -trainer
- Satō Chōzan (1888–1963), japanischer Bildhauer
- Chūryō Satō (1912–2011), japanischer Bildhauer

### D
- Dai Satō (* 1971), japanischer Fußballspieler
- Daiki Satō (Fußballspieler, 1988) (1988–2010), japanischer Fußballspieler
- Daiki Satō (Fußballspieler, 1999) (* 1999), japanischer Fußballspieler
- Daisuke Satō (Mangaka) (1964–2017), japanischer Mangazeichner
- Daisuke Satō (Fußballspieler, 1984) (* 1984), japanischer Blindenfußballspieler
- Daisuke Satō (Fußballspieler, 1994) (* 1994), philippinischer Fußballspieler

### E
- Eigo Satō (1978–2013), japanischer Motocrosspilot
- Eiji Satō (* 1971), japanischer Fußballspieler
- Eiken Satō (* 1986), japanischer Springreiter
- Satō Eisaku (1901–1975), japanischer Politiker, Premierminister von Japan
- Eisaku Satō (Gouverneur) (* 1939), japanischer Politiker, Gouverneur von Fukushima
- Eriko Satō (Schauspielerin) (* 1981), japanische Schauspielerin
- Eriko Satō (Fußballspielerin) (* 1985), japanische Fußballspielerin

### F
- Francis Keiichi Satō (1928–2005), japanischer Ordensgeistlicher, Bischof von Niigata
- Fuga Satō (* 1996), japanischer Sprinter

### G
- Garret T. Sato (1964–2020), japanisch-US-amerikanischer Schauspieler
- Gordon H. Sato (1927–2017), japanisch-US-amerikanischer Biologe und Entwicklungshelfer

### H
- Satō Hachirō (1903–1973), japanischer Poet
- Harue Satō (* 1976), japanische Fußballspielerin
- Haruhiko Satō (* 1978), japanischer Fußballspieler
- Satō Haruo (1892–1964), japanischer Schriftsteller
- Hikaru Satō (* 1999), japanische Tennisspielerin
- Himari Satō (* 2002), japanische Tennisspielerin
- Hiroaki Satō (1932–1988), japanischer Fußballspieler
- Hiroji Satō (1925–2000), japanischer Tischtennisspieler
- Hiroko Satō (* 1939), japanische Speerwerferin
- Hiroshi Satō (Schauspieler) (* 1943), japanischer Schauspieler
- Hiroshi Satō (Musiker) (1947–2012), japanischer Musiker
- Hiroshi Satō (Fußballspieler) (* 1972), japanischer Fußballspieler
- Hiroshi Satō (Curler) (* 1978), japanischer Curler
- Hiroshi Satō (Schriftsteller) (* 1980), japanischer Schriftsteller
- Hiroshi Satō (Eishockeyspieler) (* 1983), japanischer Eishockeyspieler
- Hiroto Satō (* 1993), japanischer Eishockeyspieler
- Hisato Satō (* 1982), japanischer Fußballspieler
- Hisaya Satō (* 1998), japanischer Fußballspieler
- Hisayasu Satō (* 1959), japanischer Regisseur
- Hisayoshi Satō (* 1987), japanischer Schwimmer
- Hitoshi Satō, (* 1962), japanischer Radrennfahrer
- Hitomi Satō (Psychologin) (* 1967), japanische Psychologin und Kunsttherapeutin
- Hitomi Satō (Basketballspielerin) (* 1978), japanische Basketballspielerin
- Hitomi Satō (Schauspielerin) (* 1979), japanische Schauspielerin
- Hitomi Satō (Tischtennisspielerin) (* 1997), japanische Tischtennisspielerin

### I
- Isao Satō (* 1963), japanischer Astronom
- Satō Issai (1772–1859), japanischer Konfuzianist

### J
- Jin Satō (* 1974), japanischer Fußballspieler
- Jirō Satō (1908–1934), japanischer Tennisspieler
- Jōsei Satō (* 2004), japanischer Fußballspieler
- Junji Satō (* 1975), japanischer Fußballspieler

### K
- Kanji Satō († 2012), japanischer Politiker
- Katsuhiko Satō (* 1943), japanischer Radrennfahrer
- Kayo Satō, bürgerlicher Name von Yukiko Okada (1967–1986), japanische Sängerin
- Kazuhiro Satō (Eisschnellläufer) (* 1967), japanischer Eisschnellläufer
- Kazuhiro Satō (Fußballspieler) (* 1990), japanischer Fußballspieler
- Kazuki Satō (Fußballspieler, 1974) (* 1974), japanischer Fußballspieler
- Kazuki Satō (Fußballspieler, 1993) (* 1993), japanischer Fußballspieler
- Kazuma Sato (* 1989), japanischer Fußballspieler
- Kazuo Satō (Gewichtheber) (* 1970), japanischer Gewichtheber
- Kazuo Satō (Skilangläufer) (* 1937), japanischer Skilangläufer
- Satō Kei (1906–1978), japanischer Maler
- Keiichi Satō (Animator), japanischer Animator und Schauspieler
- Keiichi Satō (Regisseur), japanischer Filmregisseur
- Keiichi Satō (Skispringer) (* 1997), japanischer Skispringer
- Kein Satō (* 2001), japanischer Fußballspieler
- Keita Satoh (Leichtathlet) (* 2004), japanischer Leichtathlet
- Keita Satoh (Curler), japanischer Curler
- Kenki Satō (* 1984), japanischer Vielseitigkeitsreiter
- Satō Kenryō (1895–1975), japanischer Generalleutnant
- Kensuke Satō (* 1989), japanischer Fußballspieler
- Kentarō Satō (Komponist) (佐藤 賢太郎; * 1981), japanisch-US-amerikanischer Komponist und Dirigent
- Kentarō Satō (Fußballspieler) (佐藤 健太郎; * 1984), japanischer Fußballspieler
- Kentarō Satō (Mangaka) (佐藤 健太郎; * 1986), japanischer Comiczeichner
- Kentarō Satō (Leichtathlet) (佐藤 拳太郎; * 1994), japanischer Leichtathlet
- Kimiya Satō (* 1989), japanischer Rennfahrer
- Kōdai Satō (* 1985), japanischer Fußballspieler
- Kōhei Satō (Wrestler) (* 1977), japanischer Wrestler
- Kōhei Satō (Eishockeyspieler) (* 1996), japanischer Eishockeyspieler
- Kōichi Satō (Skispringer) (* 1931), japanischer Skispringer
- Kōichi Satō (Biathlet) (* 1956), japanischer Biathlet
- Kōichi Satō (Schauspieler) (* 1960), japanischer Schauspieler
- Kōichi Satō (Fußballspieler) (* 1986), japanischer Fußballspieler
- Kōji Satō (Rennfahrer) (佐藤 浩二, * 1955), japanischer Rennfahrer
- Kōji Satō (Politiker) (佐藤 公治, * 1959), japanischer Politiker
- Kōji Satō (Ingenieur) (佐藤 恒治, * 1969), japanischer Ingenieur und Manager
- Kōji Satō (Fußballspieler) (佐藤 光治, * 1977), japanischer Fußballspieler
- Kōji Satō (Boxer) (佐藤 幸治, * 1980), japanischer Boxer
- Satō Kōka (1897–1944), japanischer Maler
- Satō Kōroku (1874–1949), japanischer Schriftsteller
- Satō Kōtoku (1893–1959), japanischer Generalleutnant
- Kyō Satō (* 2000), japanischer Fußballspieler

### L
- Liane Sato (Liane Lissa Sato; * 1964), US-amerikanische Volleyballspielerin

### M
- Mai Satō (* 1981), japanische Kriminologin und Menschenrechtsexpertin
- Makoto Satō (Schauspieler) (1934–2012), japanischer Schauspieler
- Makoto Satō (Theaterregisseur) (* 1943), japanischer Theaterregisseur und Dramatiker
- Makoto Satō (Kulturwissenschaftler) (* 1953), japanischer Kulturwissenschaftler
- Makoto Satō (Filmregisseur) (1957–2007), japanischer Dokumentarfilmregisseur
- Mamoru Sato (* 1937), US-amerikanischer Bildhauer
- Marino Satō (* 1999), japanischer Automobilrennfahrer
- Masahiko Satō (* 1941), japanischer Jazzpianist, Arrangeur und Komponist
- Masako Satō (Eishockeyspielerin) (* 1973), japanische Eishockeyspielerin
- Masako Satō (Hockeyspielerin) (* 1987), japanische Hockeyspielerin
- Masami Satō (* 1981), japanischer Fußballspieler
- Masamichi Satō, japanischer Kameramann
- Masaru Satō (1928–1999), japanischer Filmkomponist
- Masaya Satō (* 1990), japanischer Fußballspieler
- Masayuki Satō (* 1975), japanischer Skispringer
- Satō Megumu (1924–2021), japanischer Politiker (LDP)
- Mihiro Sato (* 2007), japanischer Fußballspieler
- Mikio Satō (1928–2023), japanischer Mathematiker
- Mina Satō (* 1998), japanische Radsportlerin
- Minori Satō (* 1991), japanischer Fußballspieler
- Misaki Satō (* 1998), japanischer Fußballspieler
- Mitsuhiro Satō (* 1980), japanischer Leichtathlet
- Mitsuru Satō (Manager) (* 1943), japanischer Manager
- Mitsuru Satō (Ringer) (* 1961), japanischer Ringer
- Satō Moriyoshi (1922–1996), japanischer Politiker

### N
- Naho Satō (* 2001), japanische Tennisspielerin
- Nana Satō (* 1989), japanische Hindernisläuferin
- Satō Naokata (1650–1719), japanischer Neokonfuzianer
- Naoki Satō (Filmproduzent) (* 1963), japanischer Filmproduzent
- Naoki Satō (Komponist) (* 1970), japanischer Filmkomponist
- Naoki Satō (Fußballspieler) (* 1996), japanischer Fußballspieler
- Naoko Satō (* 1955), japanische Tennisspielerin
- Satō Naotake (1882–1971), japanischer Politiker und Diplomat
- Naoto Satō (* 1953), japanischer Astronom
- Satō Nempuku (1898–1979), japanischer Haiku-Dichter
- Satō Nobuhiro (1769–1850), japanischer Agronom
- Nobuo Satō (* 1942), japanischer Eiskunstläufer und Eiskunstlauftrainer
- Nobuyuki Satō (Judoka) (* 1944), japanischer Judoka
- Nobuyuki Satō (Leichtathlet) (* 1972), japanischer Marathonläufer
- Norie Sato (* 1949), amerikanische Künstlerin
- Satō Norikiyo, Pseudonym Saigyō (1118–1190), japanischer Dichter

### O
- Ōki Satō (* 1977), japanischer Designer und Architekt
- Ōmi Satō (* 1975), japanischer Fußballspieler
- Osamu Satō (Regisseur) (* 1973), japanischer Filmregisseur
- Osamu Satō (Boxer) (* 1976), japanischer Boxer

### R
- Raymond Augustin Chihiro Satō (1926–2002), japanischer Ordensgeistlicher, Bischof von Sendai
- Rie Satō (Eishockeyspielerin) (* 1972), japanische Eishockeyspielerin
- Rie Satō (Shorttrackerin) (* 1972), japanische Shorttrackerin
- Rie Satō (Softballspielerin) (* 1980), japanische Softballspielerin
- Rika Satō (* 1971), japanische Tischtennisspielerin
- Riki Sato (* 2003), japanischer Fußballspieler
- Rina Satō (* 1981), japanische Synchronsprecherin und Sängerin
- Romain Sato (* 1981), zentralafrikanischer Basketballspieler
- Ruika Satō (* 1992), japanische Judoka
- Ryō Satō (Hochspringer) (* 1994), japanischer Hochspringer
- Ryō Satō (Fußballspieler, November 1997) (* 1997), japanischer Fußballspieler
- Ryō Satō (Fußballspieler, September 1997) (* 1997), japanischer Fußballspieler
- Ryōga Satō (* 1999), japanischer Fußballspieler
- Ryūji Satō (Schiedsrichter) (* 1977), japanischer Fußballschiedsrichter
- Ryūji Satō (Schauspieler) (* 1995), japanischer Schauspieler
- Ryūnosuke Satō (* 2006), japanischer Fußballspieler

### S
- Sakura Satō (* 1992), japanische Skispringerin
- Satō Satarō (1909–1987), japanischer Tanka-Poet
- Satoshi Satō (Fußballspieler) (* 1979), japanischer Fußballspieler
- Sayaka Satō (Badminton) (* 1991), japanische Badmintonspielerin
- Sayaka Sato (Leichtathletin) (* 1994), japanische Langstreckenläuferin
- Shigeki Satō (* 1959), japanischer Politiker
- Shin’ichi Satō (Maler) (1915–1982), japanischer Maler
- Shin’ichi Satō (Historiker) (1916–2017), japanischer Historiker und Hochschullehrer
- Shin’ichi Satō (Baseballspieler) (* 1965), japanischer Baseballspieler
- Shin’ichi Satō (Fußballspieler) (* 1975), japanischer Fußballspieler
- Shin’ya Satō (* 1978), japanischer Fußballspieler
- Shio Satō (1952–2010), japanische Manga-Zeichnerin
- Shirō Satō (* 1953), japanischer Skilangläufer
- Shizuya Satō (1929–2011), japanischer Judoka
- Shō Satō (Eishockeyspieler) (* 1983), japanischer Eishockeyspieler
- Shō Satō (Fußballspieler) (* 1993), japanischer Fußballspieler
- Shōji Satō (Mangaka), japanischer Mangaka
- Shōji Satō (Badminton) (* 1982), japanischer Badmintonspieler
- Shōkichi Satō (* 1971), japanischer Fußballspieler
- Shōma Satō (Fußballspieler) (* 1999), japanischer Fußballspieler
- Shun Satō (* 1997), japanischer Fußballspieler
- Shun Satō (Eiskunstläufer) (* 2004), japanischer Eiskunstläufer
- Sōmei Satō (* 1947), japanischer Komponist
- Sonosuke Sato (* 2003), japanischer Fußballspieler
- Sōta Satō (* 1999), japanischer Fußballspieler
- Sumire Satō (* 1993), japanische Sängerin und Schauspielerin

### T
- Tadanobu Satō (* 1973), japanischer Schauspieler, siehe Tadanobu Asano
- Taichi Satō (* 1977), japanischer Fußballspieler
- Satō Taisei (1913–2004), japanischer Maler
- Taishu Satō (* 1993), japanischer Pentathlet
- Taiten Satō (* 1983), japanischer Fußballspieler
- Takuma Satō (* 1977), japanischer Automobilrennfahrer
- Tamaki Satō (* 1972), japanische Wirbeltierpaläontologin
- Satō Tatsuo (1904–1974), japanischer Regierungsbeamter
- Tatsuya Satō (* 1957), japanischer Jazzmusiker
- Tetsuo Satō (Ruderer) (* 1938), japanischer Ruderer
- Tetsuo Satō (Volleyballspieler) (1949–2025), japanischer Volleyballspieler
- Tetsuo Satô (Regisseur), Filmregisseur, Produzent und Drehbuchautor
- Tokio Satō (* 1942), japanischer Skilangläufer
- Tomoyasu Satō, japanischer Fischkundler
- Toshiro Sato, japanischer Mediziner
- Tsugitaka Satō (1942–2011), japanischer Orientalist
- Tsuneo Satō (1925–1992), japanischer Eisschnellläufer
- Tsutomu Satō (* 1952), japanischer Politiker
- Tsuyoshi Satō (* 1988), japanischer Fußballspieler

### Y
- Yasuhiko Satō (* 1968), japanischer Jazzmusiker
- Yasuyuki Satō (* 1966), japanischer Fußballspieler
- Yōhei Satō (* 1972), japanischer Fußballspieler
- Yoshiaki Satō (* 1969), japanischer Fußballspieler
- Yoshihiro Satō (* 1981), japanischer Kickboxer und Kampfsportler
- Yoshiki Satō (* 1997), japanischer Fußballspieler
- Satō Yoshiko (1903–1982), japanische Opernsängerin (Mezzosopran)
- Yoshirō Satō (* um 1930), japanischer Badmintonspieler
- Yōta Satō (* 1984), japanischer Boxer
- Yōta Satō (Fußballspieler) (* 1998), japanischer Fußballspieler
- Yu Satō (* 2002), japanischer Eishockeyspieler
- Yūhei Satō (Politiker) (* 1947), japanischer Politiker
- Yūhei Satō (Fußballspieler) (* 1990), japanischer Fußballspieler
- Yuka Satō (* 1973), japanische Eiskunstläuferin
- Yuka Satō (Sprinterin) (* 1981), japanische Sprinterin
- Yuka Satō (Leichtathletin) (* 1992), japanische Speerwerferin
- Yuka Satō (Triathletin) (* 1992), japanische Triathletin
- Yuki Sato (Softballspielerin) (* 1980), japanische Softballspielerin
- Yūki Satō (Mangaka), japanische Mangaka
- Yūki Satō (Leichtathlet) (* 1986), japanischer Langstreckenläufer
- Yūki Satō (Fußballspieler) (* 1988), japanischer Fußballspieler
- Yuki Sato (Gleitschirmpilotin) (Yuki Sato-Colombé), japanische Gleitschirmpilotin
- Yukihiko Satō (* 1976), japanischer Fußballspieler
- Yukiya Satō (* 1995), japanischer Skispringer
- Yūko Satō (Violonistin) (1949–2022), japanische Violonistin
- Yūko Satō (Politikerin) (* 1963), japanische Politikerin (DPJ)
- Yūko Satō (Leichtathletin, 1968) (* 1968), japanische Geherin
- Yūko Satō (Synchronsprecherin), japanische Synchronsprecherin
- Yūko Satō (Leichtathletin, 1982) (* 1982), japanische Langstreckenläuferin
- Yumi Satō (* 1976), japanische Langstreckenläuferin
- Yūsuke Satō (* 1977), japanischer Fußballspieler
- Yūta Satō (* 1995), japanischer Fußballspieler
- Yūto Satō (* 1982), japanischer Fußballspieler
- Yūya Satō (* 1986), japanischer Fußballspieler
- Yuzuki Satō (* 2007), japanische Skispringerin